# TEE Brabant II
Le TEE Brabant (II) est le renouveau européen du TEE Brabant qui reliait Paris Nord à Bruxelles Midi, de 1993 à 1995. Exploité par la SNCF ainsi que la SNCB, le TEE Brabant (II) était un Trans-Europ-Express (en première et seconde classe) jusqu'à la moitié du service d'hiver le 22 janvier 1995 puisqu'il cessait définitivement de circuler.
Le nom de ce TEE fait référence à la Région centrale de Belgique Brabant, englobant la capitale Bruxelles.

## Parcours et arrêts
- 23 mai 1993 Paris Nord, Bruxelles Midi (308,9 km)[1].
- 23 janvier 1995 TEE supprimé victime de la mise en service des TGV Réseau sur cette ligne[1].

## Numérotation
- 23 mai 1993 TEE 83 - 86[1].

## Matériel et compositions
- 23 mai 1993 Voitures TEE SNCF et SNCB Inox types PBA 64 et Mistral 69 de 1ère et 2ème classe, 2 jeux de 12 voitures dans un roulement combiné sur 2 jours avec les TEE 83 et 88 et les EC 82 et 87 + 1 jeu de 11 voitures dans un roulement quotidien assurant les TEE 86 et 89[1].

Restauration assurée par la CIWLT.